# Agustín Cardozo
Agustín Ezequiel Cardozo (San Isidro, Argentina; 30 de mayo de 1997) es un futbolista argentino. Juega de centrocampista y su equipo actual es Lanús de la Liga Profesional de Fútbol.

## Trayectoria
Formado en el Club Tigre, debutó en primera en la temporada 2017. En diciembre de 2017, Cardozo fue cedido al Santamarina de la Primera B Nacional.
Tras regresar a Tigre y jugar cuatro encuentros, el centrocampista fue enviado a préstamo al NK Istra 1961 croata junto a Ramón Miérez.
Renovó su contrato con el club en diciembre de 2020.
En la temporada 2022, jugó a préstamo en el Gimnasia de La Plata a pedido del entrenador Néstor Gorosito.
Regresó a Tigre en enero de 2023.

## Estadísticas
Actualizado al último partido disputado el 4 de febrero de 2023
| Club                        | Div.          | Temporada     | Liga  | Liga  | Copas nacionales | Copas nacionales | Copas internacionales | Copas internacionales | Total | Total |
| Club                        | Div.          | Temporada     | Part. | Goles | Part.            | Goles            | Part.                 | Goles                 | Part. | Goles |
| --------------------------- | ------------- | ------------- | ----- | ----- | ---------------- | ---------------- | --------------------- | --------------------- | ----- | ----- |
| Tigre Argentina             | 1.ª           | 2016-17       | 17    | 2     | 0                | 0                | —                     | —                     | 17    | 2     |
| Tigre Argentina             | 1.ª           | 2017-18       | 4     | 0     | 1                | 0                | —                     | —                     | 5     | 0     |
| Tigre Argentina             | 1.ª           | 2018-19       | 3     | 0     | 1                | 0                | —                     | —                     | 4     | 0     |
| Tigre Argentina             | 2.ª           | 2019-20       | 8     | 1     | 8                | 0                | —                     | —                     | 16    | 1     |
| Tigre Argentina             | 2.ª           | 2020-21       | 4     | 0     | 2                | 0                | 5                     | 0                     | 11    | 0     |
| Tigre Argentina             | 2.ª           | 2021          | 15    | 0     | 0                | 0                | —                     | —                     | 15    | 0     |
| Tigre Argentina             | 1.ª           | 2023          | 2     | 0     | 0                | 0                | —                     | —                     | 2     | 0     |
| Tigre Argentina             | Total club    | Total club    | 53    | 3     | 12               | 0                | 5                     | 0                     | 70    | 3     |
| Santamarina Argentina       | 2.ª           | 2017-18       | 10    | 0     | —                | —                | —                     | —                     | 10    | 0     |
| Santamarina Argentina       | Total club    | Total club    | 10    | 0     | 0                | 0                | 0                     | 0                     | 10    | 0     |
| Istra 1961 · Croacia        | 1.ª           | 2018-19       | 13    | 0     | 1                | 0                | —                     | —                     | 14    | 0     |
| Istra 1961 · Croacia        | Total club    | Total club    | 13    | 0     | 1                | 0                | 0                     | 0                     | 14    | 0     |
| Gimnasia La Plata Argentina | 1.ª           | 2022          | 39    | 0     | 3                | 0                | —                     | —                     | 42    | 0     |
| Gimnasia La Plata Argentina | Total club    | Total club    | 39    | 0     | 3                | 0                | 0                     | 0                     | 42    | 0     |
| Total carrera               | Total carrera | Total carrera | 115   | 3     | 16               | 0                | 5                     | 0                     | 136   | 3     |

## Palmarés

### Campeonatos nacionales
| Título               | Equipo | País      | Año  |
| -------------------- | ------ | --------- | ---- |
| Copa de la Superliga | Tigre  | Argentina | 2019 |
| Primera Nacional     | Tigre  | Argentina | 2021 |